# 松阪市立粥見小学校
松阪市立粥見小学校（まつさかしりつ かゆみしょうがっこう）は三重県松阪市の市立小学校。

## 概要
校歌は粥見小学校の卒業生から歌詞を募集した。3番まであり、各番とも「ああ 粥見小学校」で終わる。
1975年（昭和50年）には11学級278人が在籍していたが、少子化が進み、2009年（平成21年）には7学級（うち1学級は特別支援学級）144人まで減少した。
- 校舎面積：2,212m2[2]
- 屋内運動場面積：847m2[2]

・2018年:校舎老朽化に伴う校舎建て替えが行われた

## 沿革
- 1875年（明治8年）8月 - 多気郡向粥見村に第二大学区第三九中学区第一七〇番小学区の小学校が開校。
- 1876年（明治9年）10月3日 - 津本小学校・追分小学校・畑井小学校が開校。
- 1877年（明治10年） - 畑井小学校が校舎を新築する。
- 1887年（明治20年）
  - 4月1日 - 学区改正により、津本簡易科授業所が本校となる。畑井小学校は分校へ、追分小学校は廃校と決まるが、実際には従来通りの運用が続いた。
  - 6月20日 - 簡易科を廃止し、尋常科を置く。有間野地区を学区に編入、分教室を設置。
- 1888年（明治21年）1月 - 畑井分教室を廃止。赤滝地区の児童を柿野尋常小学校通学とする。
- 1889年（明治22年）5月31日 - 町村制施行により粥見村の一部となった多気郡向粥見村の向粥見簡易授業所を津本尋常小学校の分教室とする。
- 1890年（明治23年）1月13日 - 津本尋常小学校を粥見尋常小学校に改称、分教室の名称を第一（下村校舎）・第二（向粥見校舎）・第三（有間野校舎）・第四（相津校舎）分教室に改称。
- 1892年（明治25年）9月1日 - 小学校令改正を受け、粥見尋常小学校を粥見第一尋常小学校に改称、第一分教室（下村校舎）を粥見第二尋常小学校に、第三分教室（有間野校舎）を粥見第四尋常小学校に、第四分教室（相津校舎）を粥見第三尋常小学校として分離。第二分教室（向粥見校舎）は廃校とし、第一小学校と第二小学校に学区を分割。
- 1898年（明治31年）8月31日 - 粥見第一・第二・第三尋常小学校を統合、粥見第一尋常小学校に改称。旧第二小学校・第三小学校を廃校とする。
- 1899年（明治32年）5月5日 - 高等科を設置し、粥見尋常高等小学校に改称。相津分校を設置。
- 1901年（明治34年）7月4日 - 相津分校が粥見第三尋常小学校として分離。
- 1908年（明治41年）12月20日 - 新校舎が竣工。
- 1910年（明治43年）
  - 4月1日 - 粥見第三尋常小学校を廃止し、分教場（相津分校）とする。
- 1915年（大正4年） - 校章制定[1]。
- 1923年（大正12年）11月27日 - 校舎増築。
- 1924年（大正13年）2月 - 講堂・奉安庫竣工。
- 1936年（昭和11年）11月3日 - 校舎を改築、奉安殿竣工。
- 1941年（昭和16年）4月 - 国民学校令により粥見第一国民学校に改称。
- 1947年（昭和22年）4月 - 学制改革により、粥見町立第一小学校に改称、新制の粥見中学校を併設。
- 1949年（昭和24年）5月 - 粥見中学校が分離。三重県松阪高等学校粥見分校の別科に2教室を貸与。
- 1955年（昭和30年）1月 - 粥見町立幼児園に裁縫室と図書室を貸与。
- 1956年（昭和31年）8月1日 - 飯南町発足により飯南町立粥見小学校に改称。
- 1959年（昭和34年）11月23日 - 鉄筋コンクリート3階建の新校舎が落成。同年、校歌を制定[1]。
- 1966年（昭和41年）5月31日 - 相津分校を廃校、スクールバスを導入。
- 1968年（昭和43年）7月20日 - プール完成。
- 1986年（昭和61年） - 屋内運動場建設[2]。
- 2005年（平成17年）1月1日 - 市町村合併に伴い、松阪市立柿野小学校に改称。
- 2009年（平成21年）1月 - シャープによる環境教育が行われる[3]。
- 2010年（平成22年）4月1日 - 松阪市立有間野小学校を統合。

・2018年（平成30年）校舎老朽化のため校舎建て替えを行われた。

## 校区
飯南町粥見（一部は松阪市立柿野小学校区）、飯南町向粥見、飯南町有間野 